# Cripta Reale di Laeken
La cripta della famiglia reale belga, situata sotto la Chiesa di Nostra Signora di Laeken, è il luogo dove sono stati sepolti i sovrani del Belgio, le loro consorti e alcuni altri membri della famiglia reale. Si trova a nord di Bruxelles, nel quartiere di Laeken.
I sarcofagi sono disposti in cerchio intorno a quella di Leopoldo I e di sua moglie.

## Storia

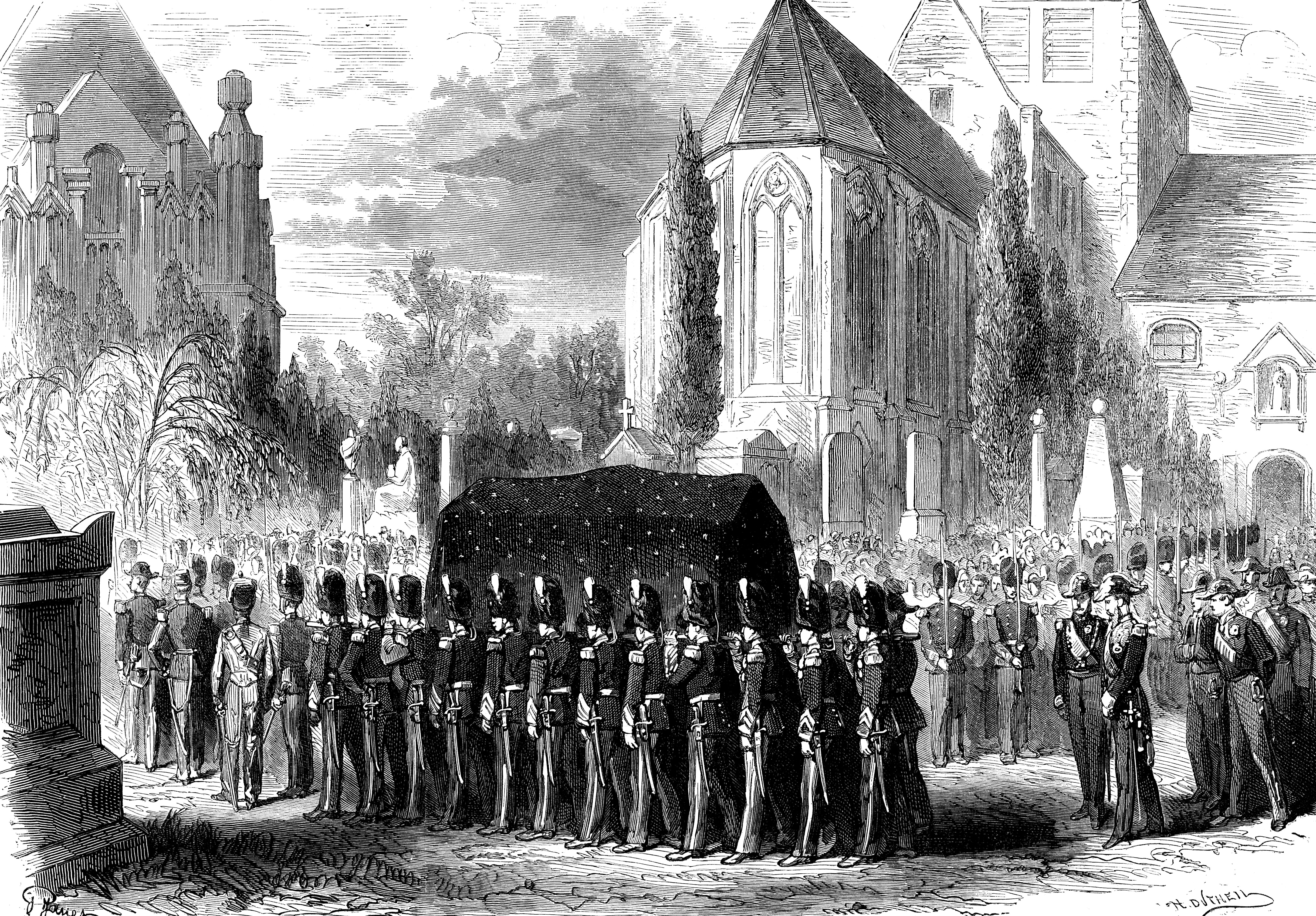
Il trasferimento nel 1876 delle spoglie del re Leopoldo I del Belgio, della regina Luisa d'Orléans e di quelle del principe Leopoldo dai sotterranei della precedente chiesa a quelli della nuova.

Anche se morì a Ostenda, la prima Regina dei Belgi, Luisa d'Orléans, volle essere sepolta a Laeken. Il suo corpo riposò per qualche anno nella vecchia chiesa di Laeken. Ma il marito, il re Leopoldo I, pensò che il luogo fosse indegno della famiglia reale, e iniziarono i lavori per una nuova e più grande chiesa di Laeken.
Leopoldo I, nel 1854, posò la prima pietra del nuovo edificio, costruito da Joseph Poelaert in stile neogotico.
Il monumentale edificio fu consacrato nel 1872, ma fu completato nel 1909, dopo una lunga pausa dal lavoro. I lavori di ampliamento volti ad aumentare il numero delle cantine furono affidati, tra il 1932 e il 1934, a Herman Lemaire, principale architetto del reparto edile. In questa occasione l'accesso alla cripta subì notevoli modifiche.

## Elenco dei reali tumulati a Laeken
Ventuno persone sono attualmente sepolte nella cripta reale, cinque re, cinque regine e un'imperatrice. Ecco un elenco cronologico:
- Principe ereditario Luigi Filippo del Belgio (24 luglio 1833 – 16 maggio 1834), figlio di Leopoldo I del Belgio;
- Luisa d'Orléans (3 aprile 1812 – 11 ottobre 1850), Regina consorte del Belgio;
- Leopoldo I del Belgio (16 dicembre 1790 – 10 dicembre 1865), Re dei Belgi;
- Principe ereditario Leopoldo del Belgio (12 giugno 1859 – 22 gennaio 1869);
- Principessa Giuseppina del Belgio (30 novembre 1870 – 18 gennaio 1871);
- Principe ereditario Baldovino del Belgio (3 giugno 1869 – 23 gennaio 1891);
- Maria Enrichetta d'Asburgo–Lorena (23 agosto 1836 – 19 settembre 1902), Regina consorte del Belgio;
- Principe Filippo del Belgio (24 marzo 1837 – 17 novembre 1905);
- Leopoldo II del Belgio (9 aprile 1835 – 17 dicembre 1909), Re dei Belgi;
- Principessa Maria di Hohenzollern–Sigmaringen (17 novembre 1845 – 26 novembre 1912), moglie di Filippo del Belgio;
- Carlotta del Belgio (7 giugno 1840 – 19 gennaio 1927), Imperatrice del Messico;
- Alberto I del Belgio (8 aprile 1875 – 17 febbraio 1934), Re dei Belgi;
- Astrid di Svezia (17 novembre 1905 – 29 agosto 1935), Regina consorte del Belgio;
- Elisabetta di Baviera (25 luglio 1876 – 23 novembre 1965), Regina consorte del Belgio;
- Principe Carlo Teodoro del Belgio (10 ottobre 1903–1º giugno 1983);
- Leopoldo III del Belgio (3 novembre 1901 – 25 settembre 1983), Re dei Belgi;
- Principe Leopoldo del Liechtenstein (nato morto; 20 maggio 1984), figlio di Margaretha di Lussemburgo e Nikolaus del Liechtenstein e nipote di Giuseppina Carlotta del Belgio;
- Baldovino del Belgio (7 settembre 1930 – 31 luglio 1993), Re dei Belgi;
- Mary Lilian Baels, principessa di Réthy (28 novembre 1916 – 7 giugno 2002), seconda moglie di Leopoldo III del Belgio;
- Principe Alessandro del Belgio (18 luglio 1942 – 29 novembre 2009);
- Fabiola de Mora y Aragón (11 giugno 1928 – 5 dicembre 2014), Regina consorte del Belgio.[1][2]

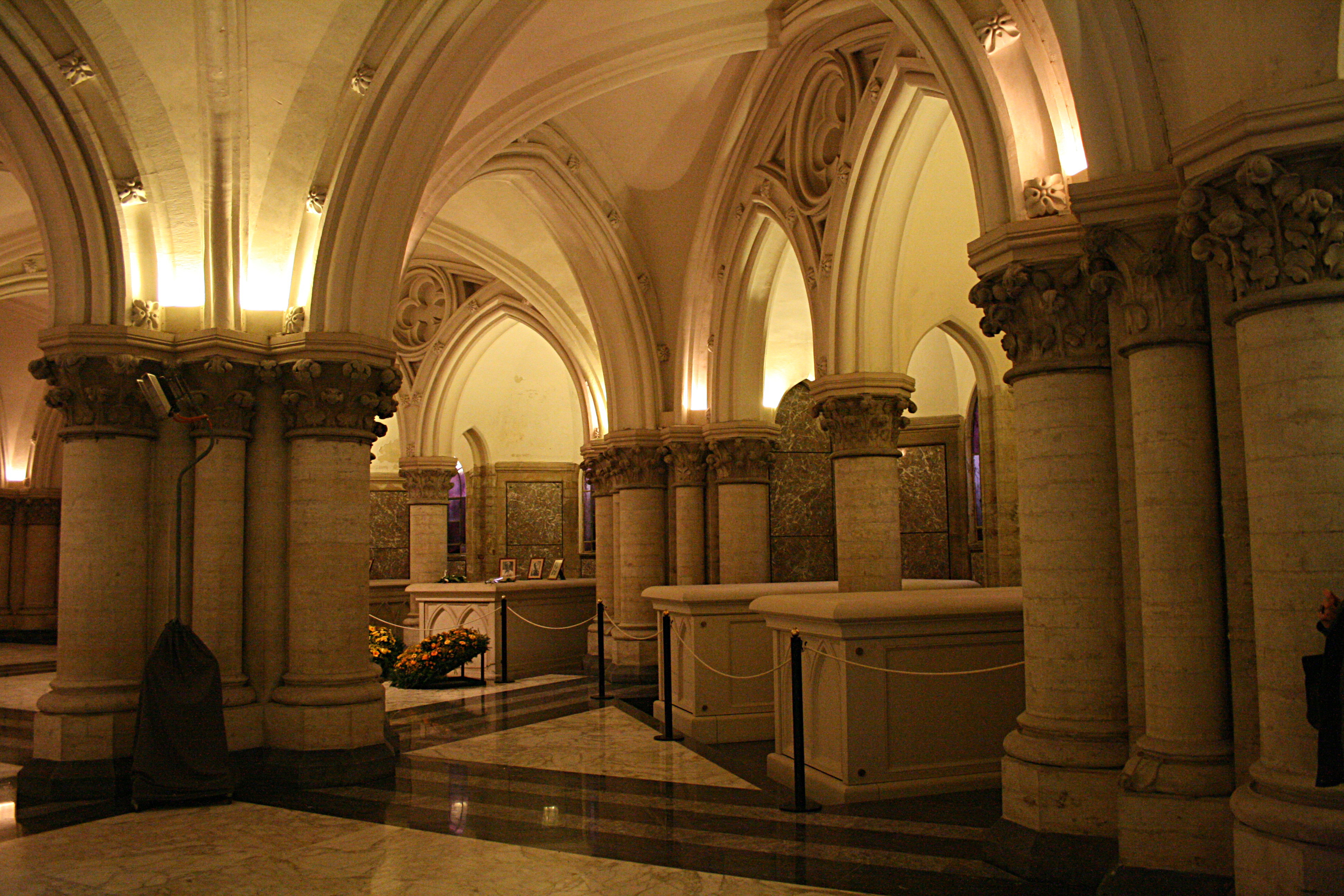
La tomba di Leopoldo III, Astrid di Svezia e Mary Lilian Baels.
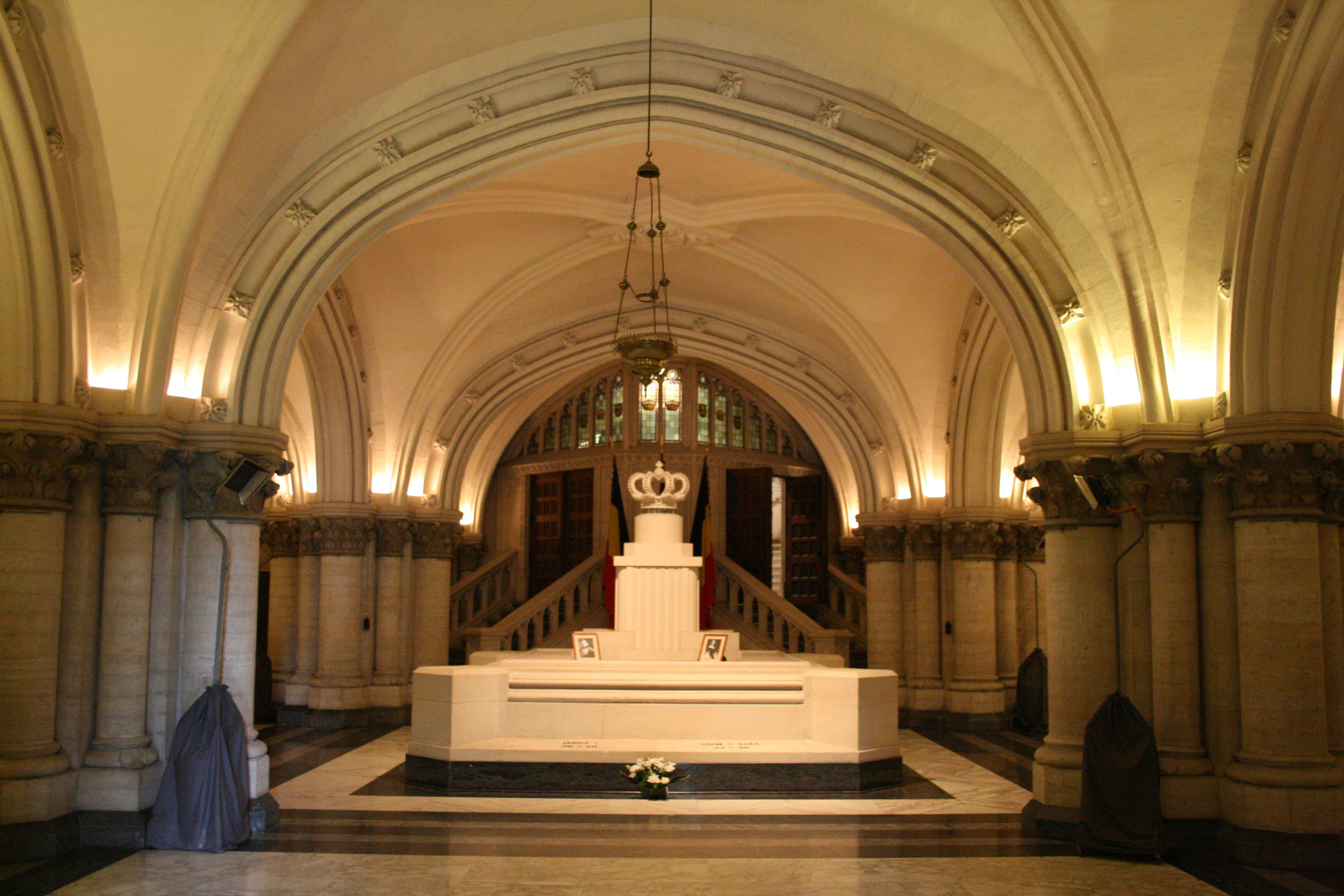
Al centro della cripta, il sarcofago di Leopoldo I e Luisa d'Orléans, i primi sovrani del Belgio.
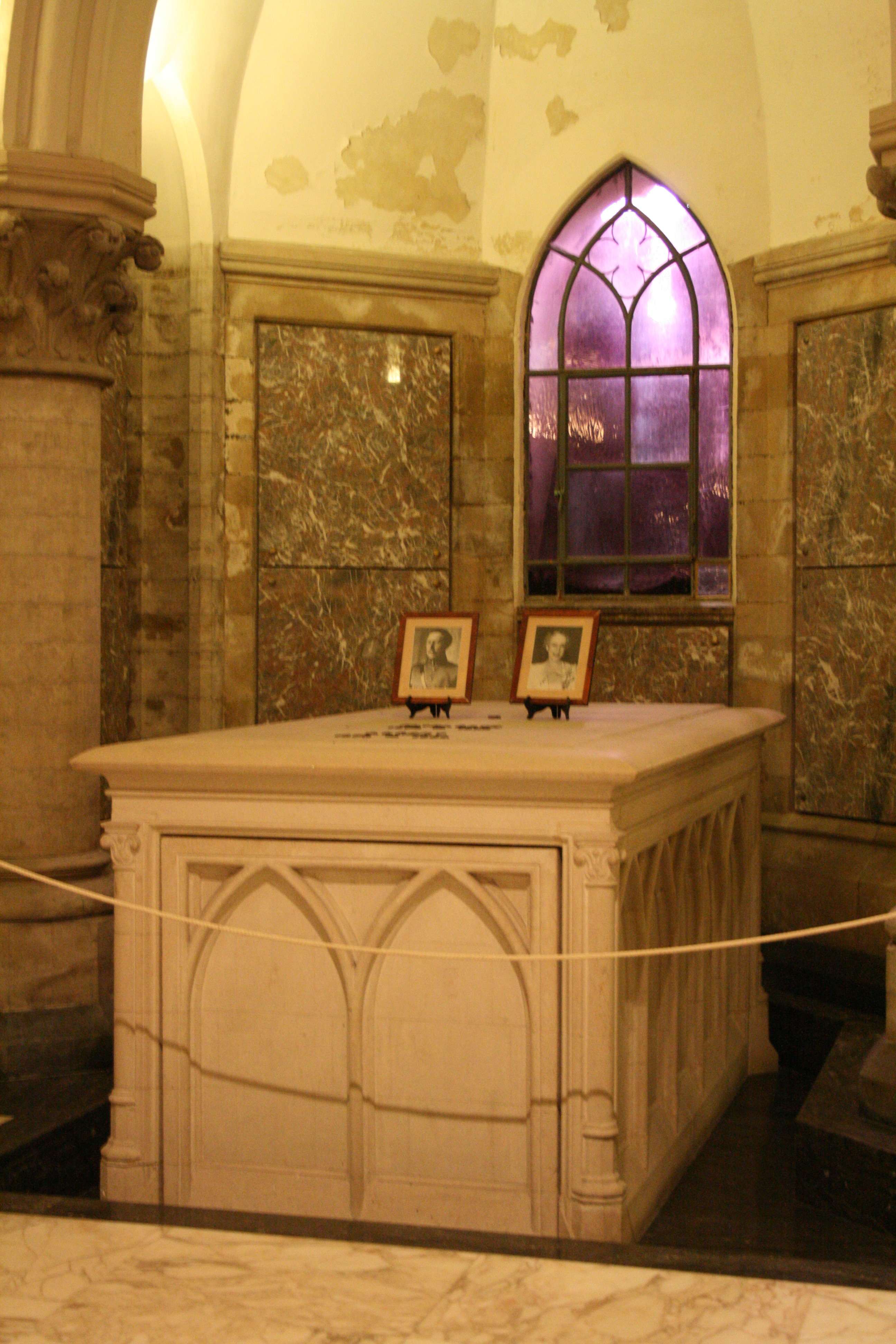
Il sarcofago Alberto I e Elisabetta di Baviera.
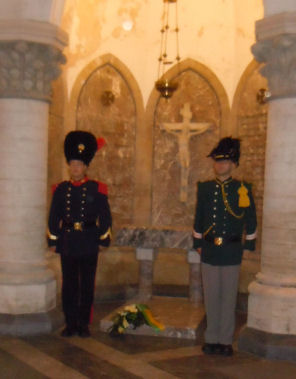
La tomba di Baldovino del Belgio.
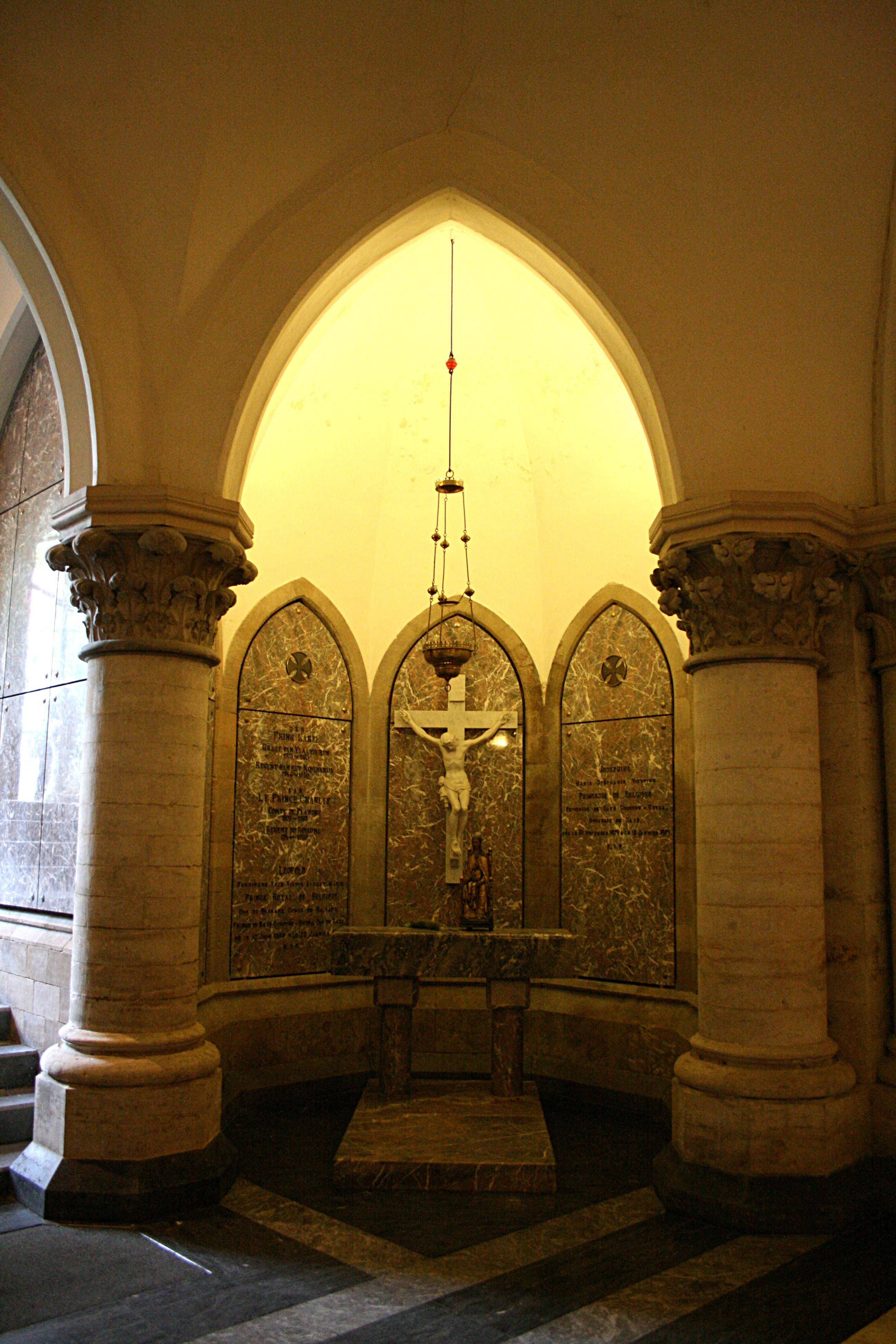
Cripta reale di Nostra Signora di Laeken.